# Agía Marína (Grammatikó, Attique)
Agía Marína, en grec moderne : Αγία Μαρίνα, est un village du dème de Marathon, en Attique, Grèce.
Selon le recensement de 2011, la population du village s'élève à 217 habitants.